# Николаи, Елена
Еле́на Никола́и (болг. Елена Николай, настоящее имя Стоя́нка Са́вова Нико́лова болг. Стоянка Савова Николова; 24 января 1905, Церово, Болгария — 23 октября 1993, Милан, Ломбардия, Италия) — болгарская оперная певица (меццо-сопрано), певшая главным образом в Италии.

## Биография
Начала учиться вокалу у Ивана Вульпе, однако так и не смогла поступить в Софийскую консерваторию. Переехав вместе с родственниками в США, училась в Оберлинской консерватории, затем вернулась в Старый Свет и продолжила обучение в Генуе, а с 1930 года занималась в Миланской консерватории под руководством Винченцо Марии Пинторно.
Дебютировала на оперной сцене в 1930 году. Выступала в различных городах Италии. В 1934—1956 годах — солистка театра «Сан-Карло» в Неаполе. Гастролировала во многих странах.
В 1941 году дебютировала в «Ла Скала» в заглавной партии оперы «Адриана Лекуврёр», которую исполняла в течение двадцати лет выступала на сцене знаменитого театра. Выступала также в других крупнейших театрах Италии (в частности, Арена ди Верона, где регулярно появлялась с 1946 по 1954 год) и Европы (Швейцария, Франция, Испания, Болгария), а также в Южной Америке и Египте.
В 1963 году оставила сцену. В середине 1960-х годов снималась в кино, дебютировав в картине Витторио де Сики «Бум». В последний год жизни выпустила книгу мемуаров (итал. La mia vita fra i grandi del melodramma).
Среди записей партия Эболи (дир. Сантини, EMI).
С 2013 года в городе Панагюриште проводится ежегодный вокальный фестиваль имени Елены Николаи.
Пик Николая в Антарктиде назван в честь Елены Николаи.

## Оперные партии
- «Риголетто» Верди — Маддалена
- «Оберто» Верди — Куница
- «Аида» Верди — Амнерис
- «Трубадур» Верди — Азучена
- «Дон Карлос» Верди — Принцесса Эболи
- «Весталка» Спонтини — Главная весталка
- «Кармен» Бизе — Кармен
- «Адриана Лекуврёр» Франческо Чилеа — Адриана Лекуврёр

## Музыкальные записи
- Монтеверди — L'Orfeo (Сильвия, 1939), дирижирует Ферручио Калузио, итальянский HMV
- Чилеа — Адриана Лекуврёр (Бульонская принцесса, 1949), дирижёр Федерико Дель Куполо, Колизей
- Масканьи — Сельская честь (Сантуцца, 1953), дирижёр Франко Гионе, Декка
- Верди — Дон Карлос (Principessa d'Eboli, 1954), дирижирует Габриэле Сантини, HMV / EMI
- Верди — Сила судьбы (Preziosilla, 1954), дирижирует Туллио Серафин, Колумбия / EMI

## Фильмография
- 1963 — Бум / Il Boom, режиссёр Витторио Де Сика
- 1964 — Синьора (сегмент «I miei cari», режиссёр Мауро Болоньини)
- 1964 — Седотти и бидонати,  режиссёр Джорджо Бьянки
- 1965 — Латинские любовники,  (сегмент «L’irreparabile», режиссёр Марио Коста)
- 1966 — I nostri mariti (сегмент «Марито ди Роберта», режиссёр Луиджи Филиппо Д'Амико)
- 1967 — Quando dico che ti amo, режиссёр Джорджо Бьянки
- 1968 — Врач страховой кассы / Il medico della mutua, режиссёр Луиджи Дэампа